# Sancreed
Sancreed est une paroisse civile et un village des Cornouailles, en Angleterre.